# Lombokbos
Het Lombokbos is een natuurgebied ten noorden van de Rijksstraatweg bij Leersum in de provincie Utrecht. Het heuvelachtige Lombokbos grenst aan natuurgebied het Breeveen. De gemeente Utrechtse Heuvelrug is eigenaar van het 23 hectare grote bos.

## Geschiedenis
Het gebied behoorde vroeger bij het landgoed Lombok. De stichter van het landgoed, deurwaarder H.G. van Dam uit Wijk bij Duurstede, liet begin 20e eeuw een stuk heide ontginnen en bos aanplanten. Op het hoogste punt van dit Lombokbos liet hij een uitkijktoren bouwen, naar het ontwerp van architect J. Pothoven Azn. Deze folly van baksteen met kiezelcement is op de vier punten versierd met gebeeldhouwde uilen. Hij werd aanvankelijk Pyramide Lombok genoemd, maar kreeg later de naam Uilentoren. Op de Lombokheuvel bevindt zich op perceel Lomboklaan 35 nog een andere folly van dezelfde architect: een tuinkoepel. Ze zijn ibeide in 1904 gebouwd. In 1926 werd de Uilentoren eigendom van de gemeente. Het panorama vanaf de Lombokheuvel raakte in de 20e eeuw door de hoge bomen aan het zicht onttrokken. De jaarlijkse Uilentorenloop, waar veel Leersummers aan meedoen, dankt zijn naam aan deze toren. In het bosgebied ligt ter hoogte van de Donderberg de oude zandgroeve 'Het Wolvengat'.
Vanaf 1925 werd het landgoed verkaveld en als bouwgrond verkocht. In 1929 werd het resterende bosperceel van 23 hectare met de daarop gelegen Uilentoren aangekocht door de gemeente. Toen in 1930 ook het Galgenbosje aan het gebied werd toegevoegd ontstond het huidige gemeentelijke Lombokbos.

## Lombokpalen
Bij de aanleg werden aan de Rijksstraatweg aan het begin van de Lomboklaan vier palen geplaatst. Deze palen, in de volksmond 'Lombokpalen' genoemd, werden in 1961 verwijderd ten behoeve van het verkeer, maar zijn in 2000 teruggeplaatst.

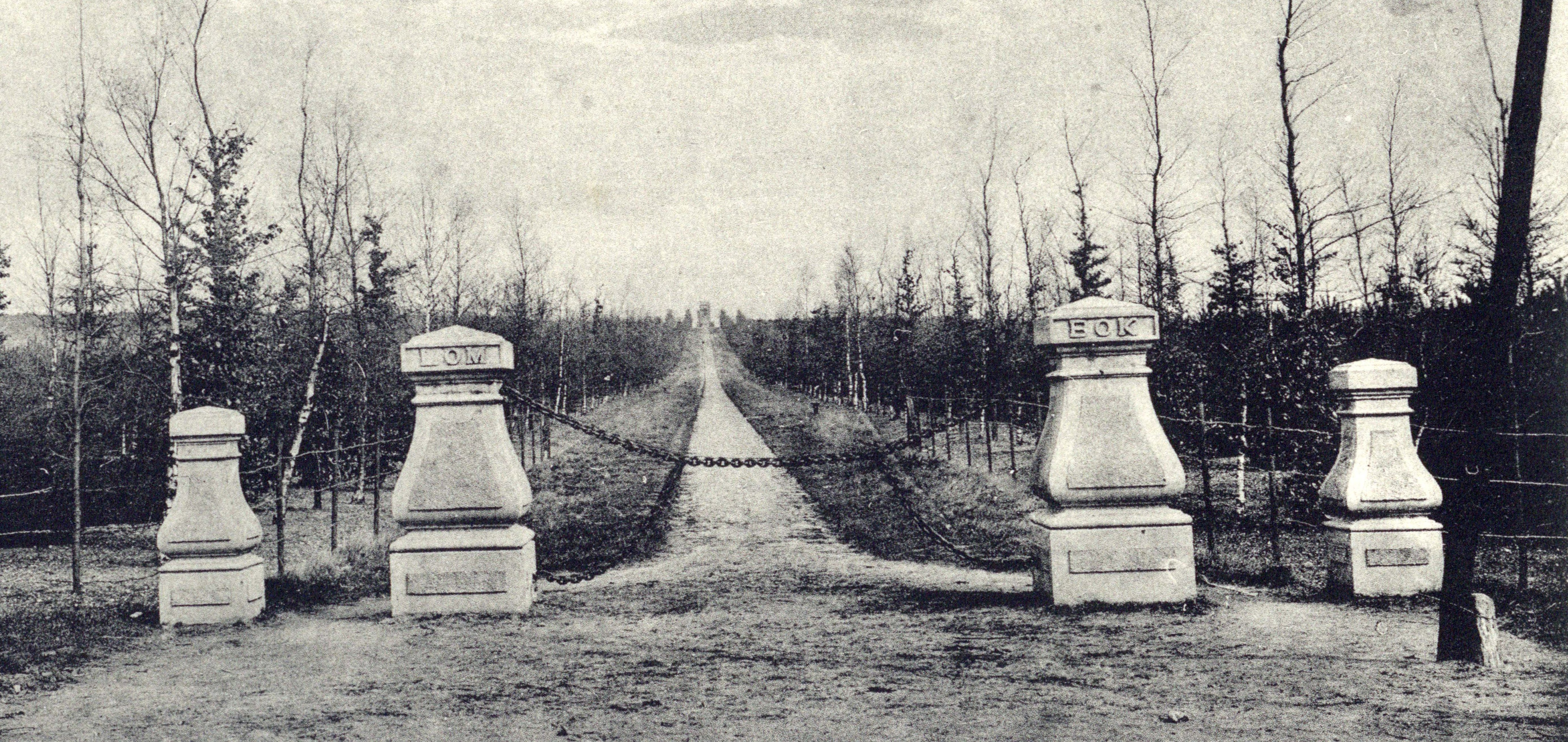
De Lombokpalen in 1920,
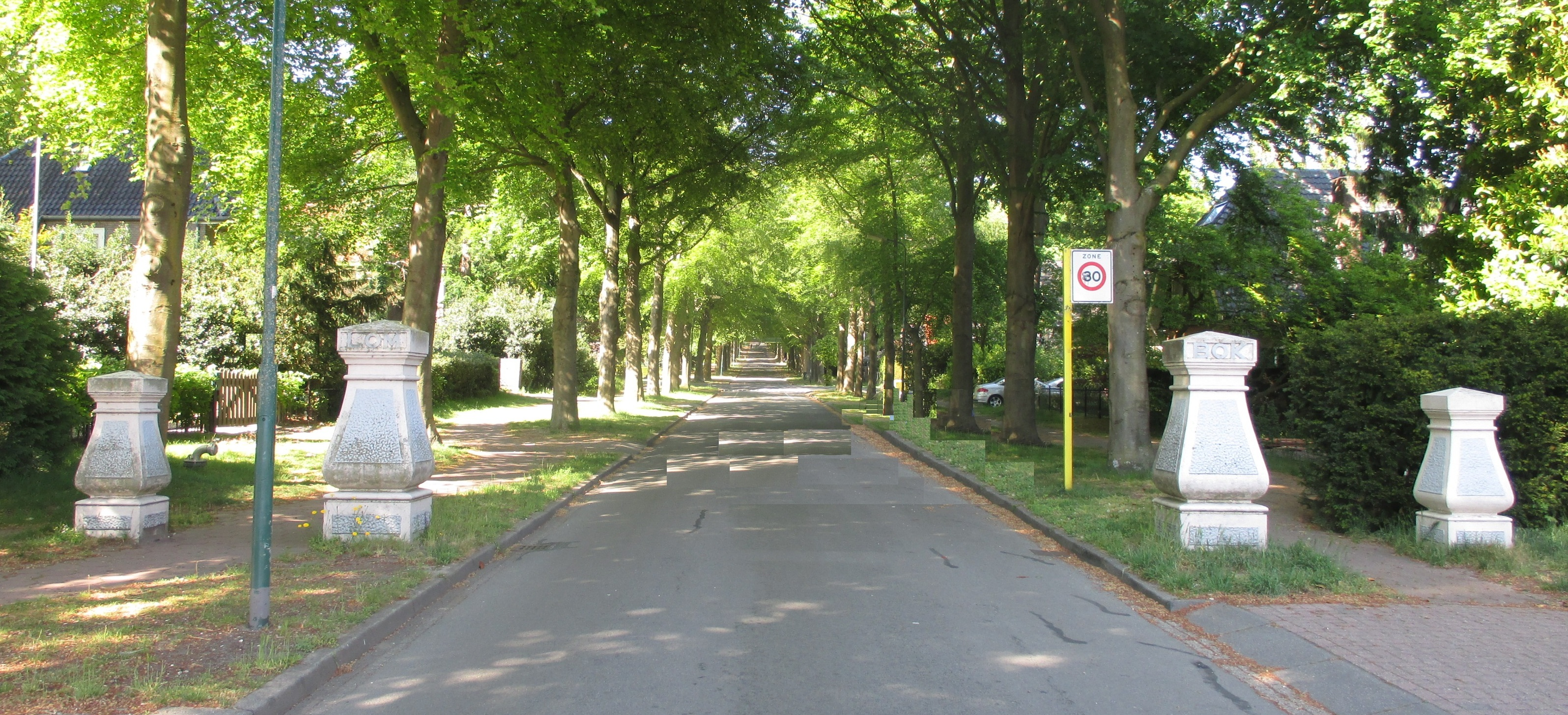
en honderd jaar later

## Schade door valwind
In juni 2021 richtte een valwind bij Leersum veel schade aan in onder andere het Lombokbos. Naast grote schade aan de vol in het blad zittende loofbomen werden hele percelen naaldhout platgelegd.

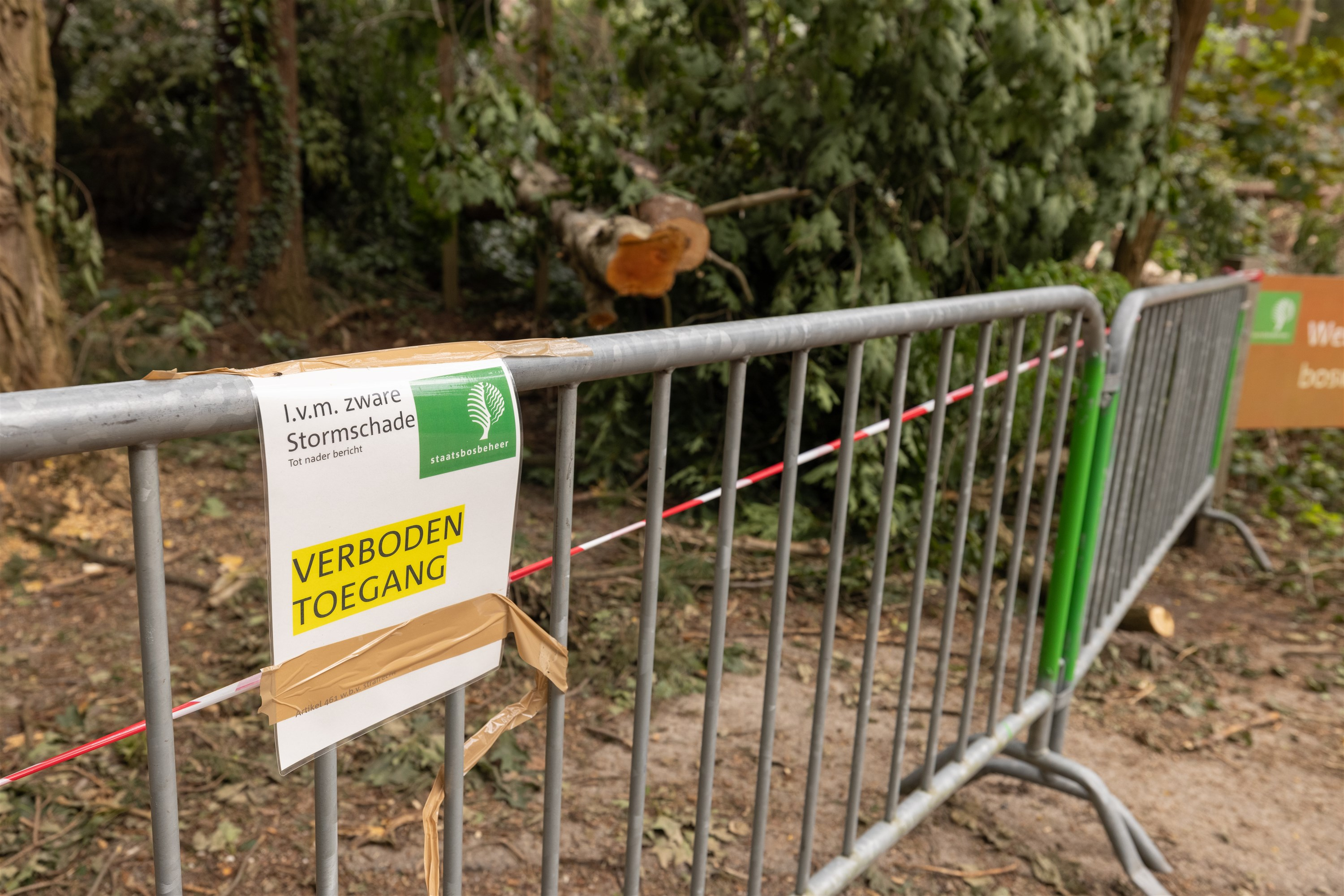
Een bosgebied van 750 hectare werd vanwege stormschade voor afgesloten voor publiek.
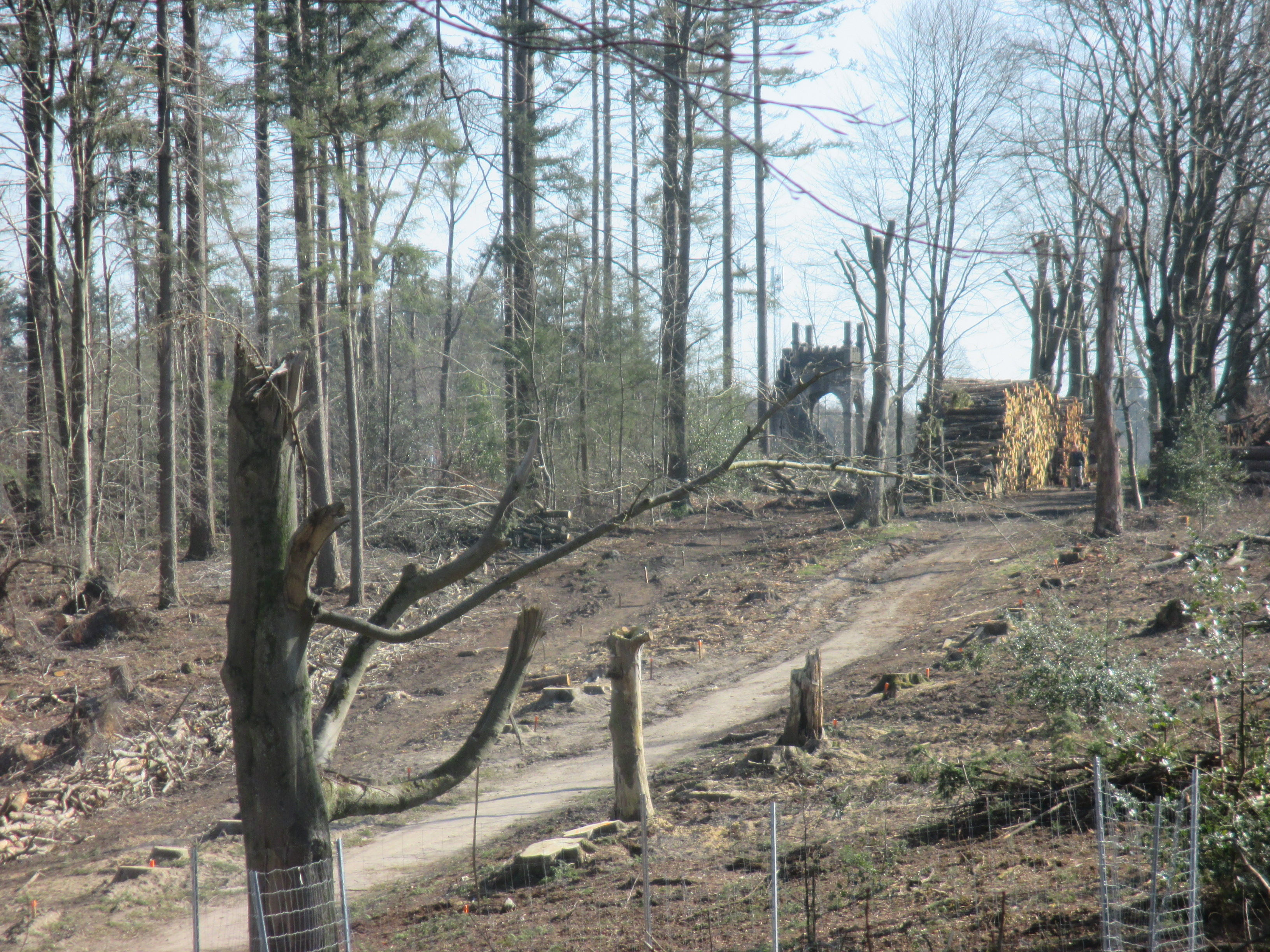
Stormschade aan de beukenlaan in het Lombokbos. Op de achtergrond de Uilentoren.